# Higashidōri
Higashidōri (東通村?) è un villaggio giapponese della prefettura di Aomori.